# Kleine Bibernelle
Die Kleine Bibernelle (Pimpinella saxifraga), auch Kleine Pimpinelle Gemeine Bibernelle, Stein-Bibernelle, Steinbrechwurz, Steinpetersilie, Bockwurz, Pfefferkraut oder Bumbernell, kurz auch Bibernell und veraltet auch Bibenelle, genannt, ist eine Pflanzenart aus der Gattung der Bibernellen (Pimpinella) innerhalb der Familie der Doldenblütler (Apiaceae).

## Beschreibung

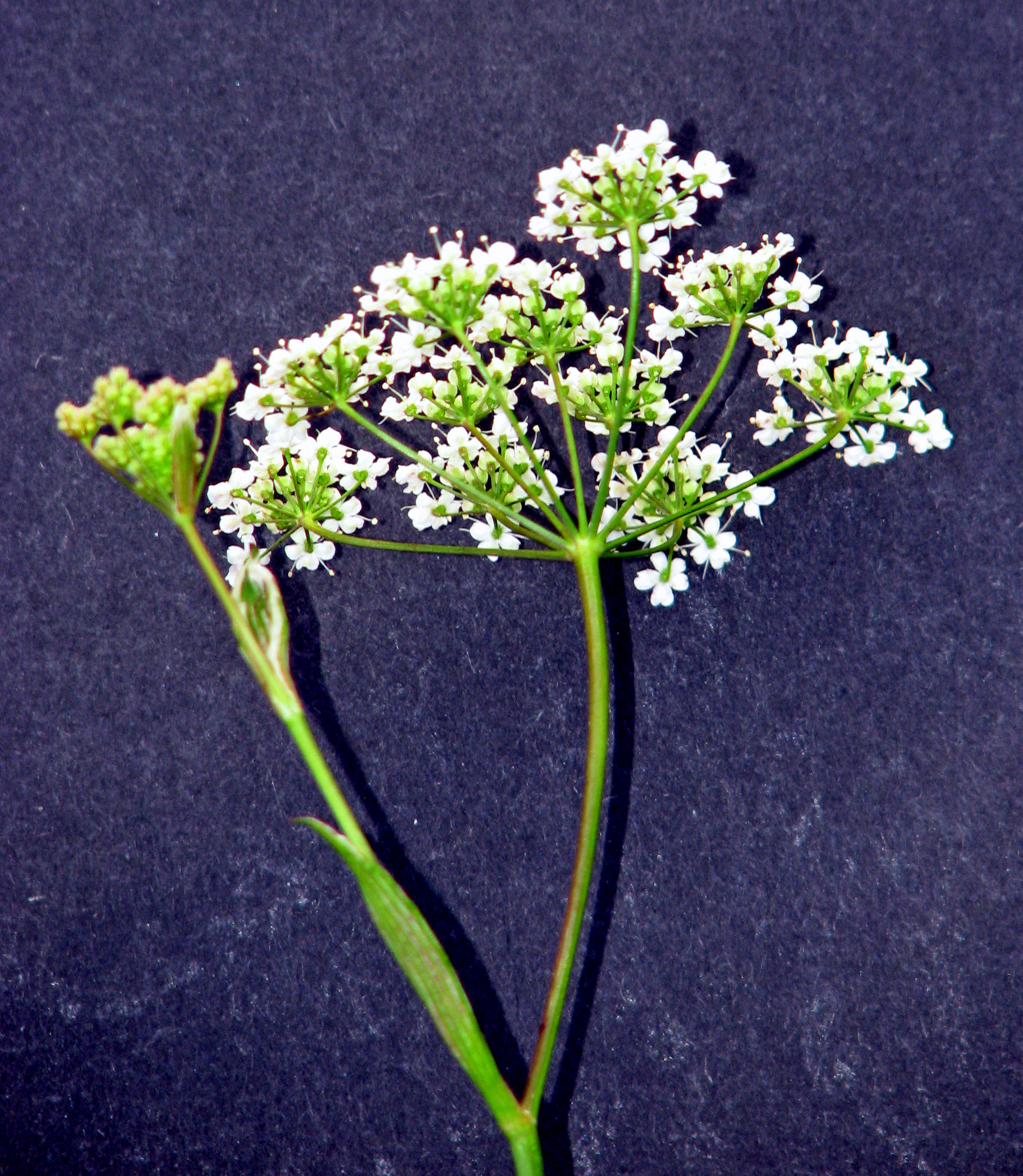
Doppeldolde ohne Hüll-, Hüllchen- und Kelchblätter

### Vegetative Merkmale
Die Kleine Bibernelle ist eine ausdauernde krautige Pflanze, die Wuchshöhen von selten 10 bis meist 40 bis 60 Zentimetern erreicht. Der im Querschnitt runde, gerillte Stängel ist fast voll, kahl oder kurz anliegend behaart und besitzt im oberen Bereich nur spreitenlose Blattscheiden. Die Wurzel verfärbt sich beim Anschneiden nicht und ist spindelförmig mit einem starken Geruch und an ihrem Hals mit Faserschopf.
Die Laubblätter sind grundständig und wechselständig am Stängel verteilt angeordnet. Die einfach gefiederten und lang gestielten Grundblätter besitzen rundlich-eiförmige stumpfe Fiederabschnitte mit grob gesägtem Blattrand und kahler Blattoberseite sowie locker behaarter Blattunterseite. Die im Umriss länglichen und kahlen oder unterseits behaarten Stängelblätter sind sehr variabel. Zum Teil besitzen sie linealische, ganzrandige Fiederabschnitte, zum Teil sind die Stängelblätter zweifach fiedrig eingeschnitten. Die mittleren Stängelblätter sind auf ihren Blattscheiden sitzend. Die oberen Stängelblätter besitzen linealische, ganzrandige Blattabschnitte. Die obersten Stängelblätter sind bis auf die erweiterten und häutigen Blattscheiden reduziert.

### Generative Merkmale
Die Blütezeit reicht von Juni bis Oktober. Die relativ großen, auffälligen doppeldoldigen Blütenstände sind 8- bis 15-strahlig. Charakteristisch für die Pimpinella-Arten ist das Fehlen von Hüllblättern, Hüllchenblättern und Kelchblättern.
Die Blüten sind fünfzählig. Die weißen, selten rosafarbenen Kronblätter sind bis etwa 1 Millimeter lang. Nach dem Abfallen der Kronblätter wird der Griffel gut sichtbar, er ist bis zu 1 Millimeter lang und kürzer als Frucht- und Griffelpolster zusammen.
Die 2 bis 2,5 Millimeter langen, mit undeutlichen Rippen versehenen, kahlen Früchte sind am Grund schwach herzförmig und schon nach dem Verblühen länger als der Griffel. Sie sind im Querschnitt 1,5 bis 2 Millimeter dick. Sie sind am Grund fst herzförmig und zur Spitze hin halsartig verschmälert.
Die Chromosomenzahl beträgt beispielsweise 2n = 40. Die Chromosomengrundzahl beträgt x = 9 oder 10; es liegt Tetraploidie mit einer Chromosomenzahl von 36 oder 40 vor.

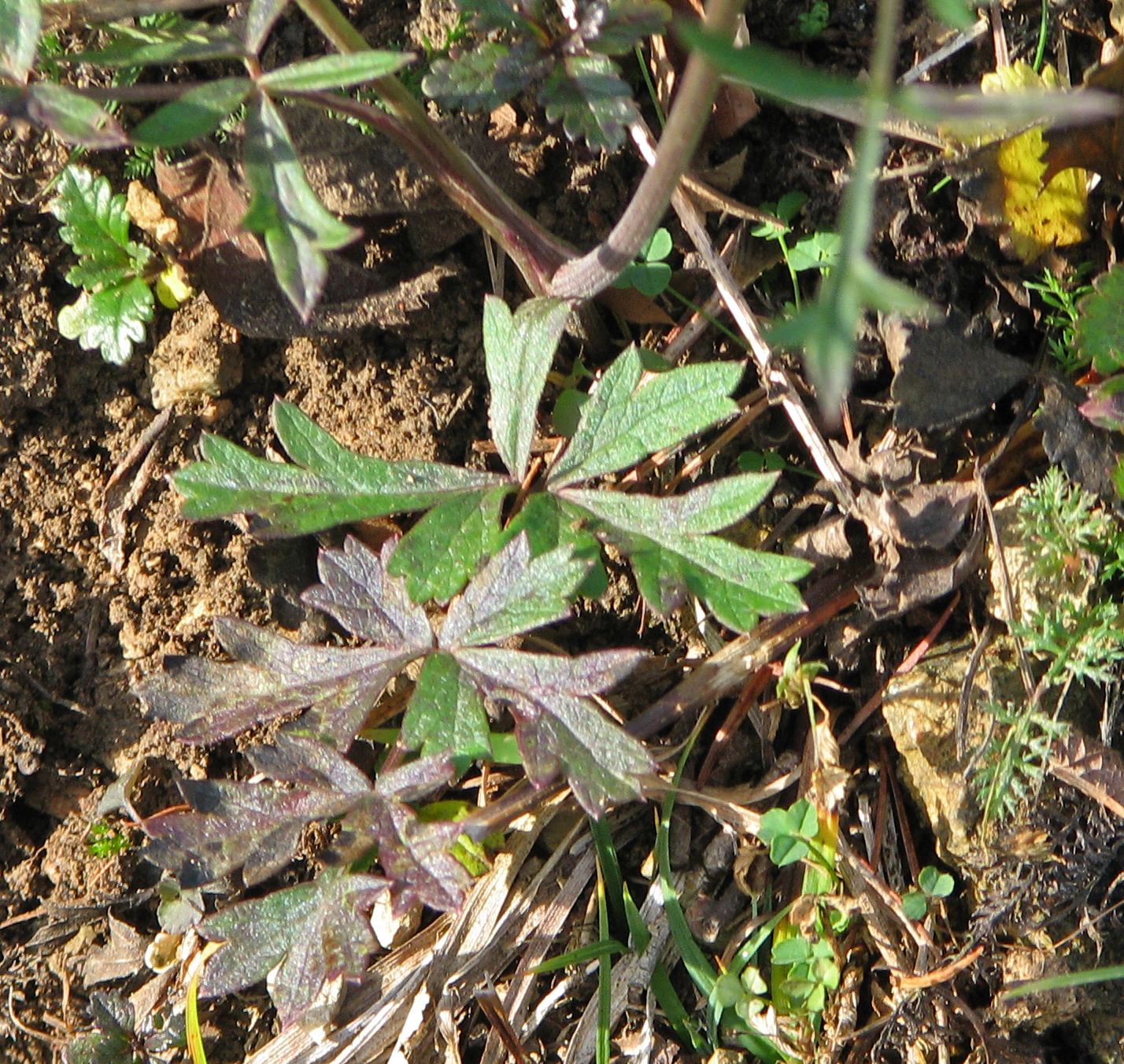
Unterschiedliche Blattformen
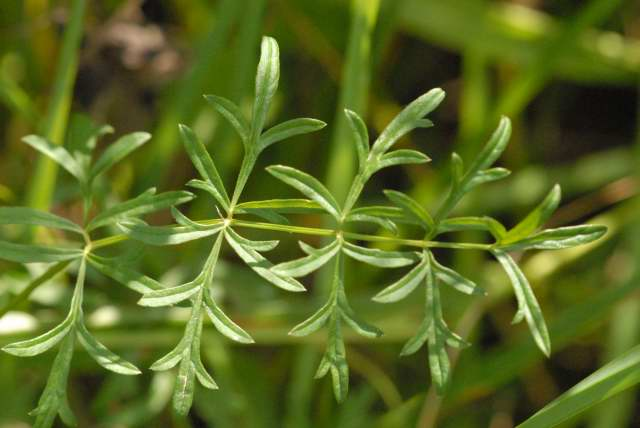
Unterschiedliche Blattformen
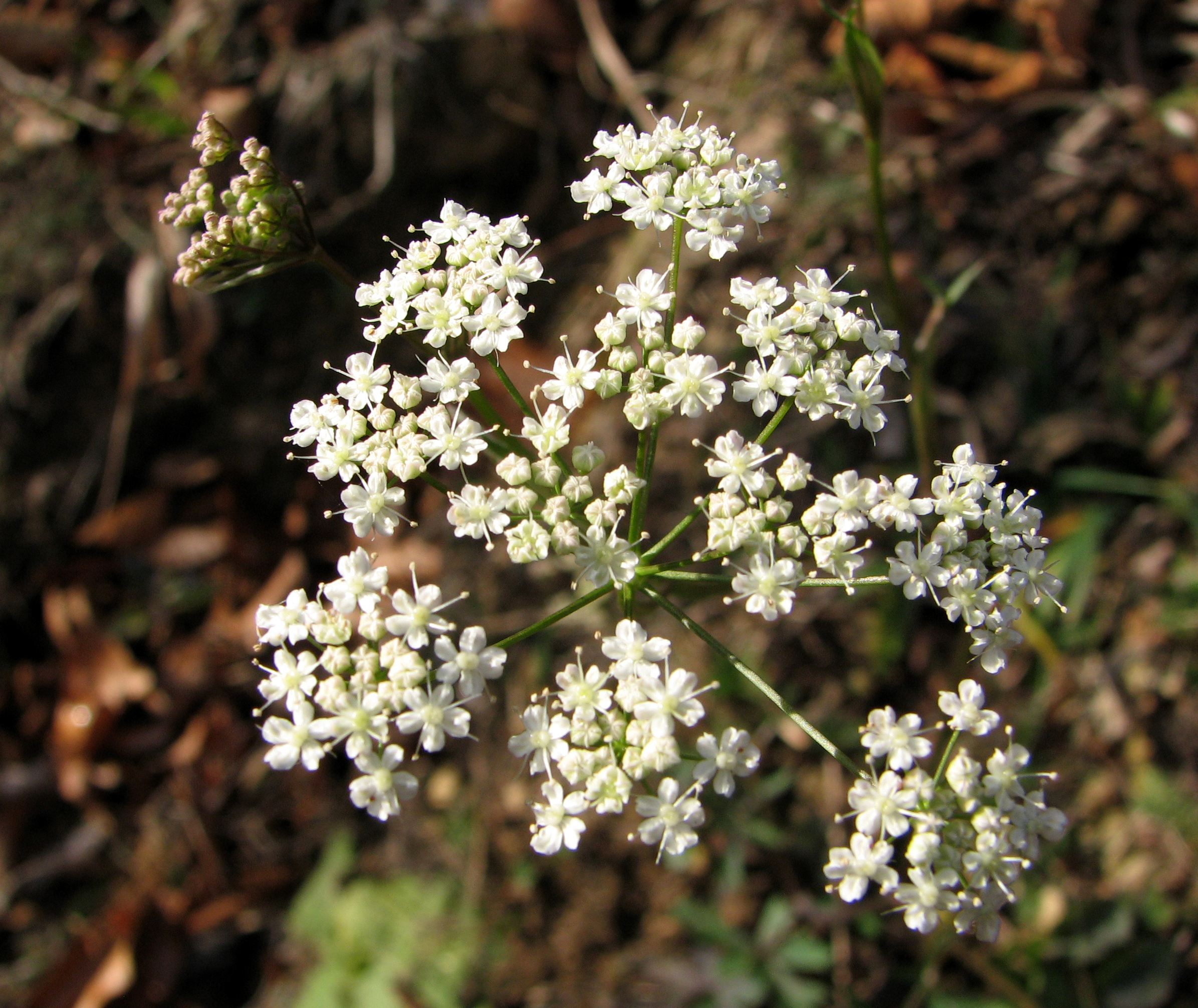
Blütenstand von oben
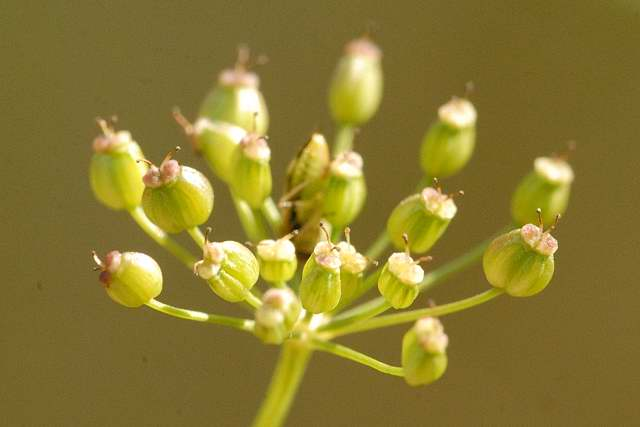
Fruchtstand

## Ökologie

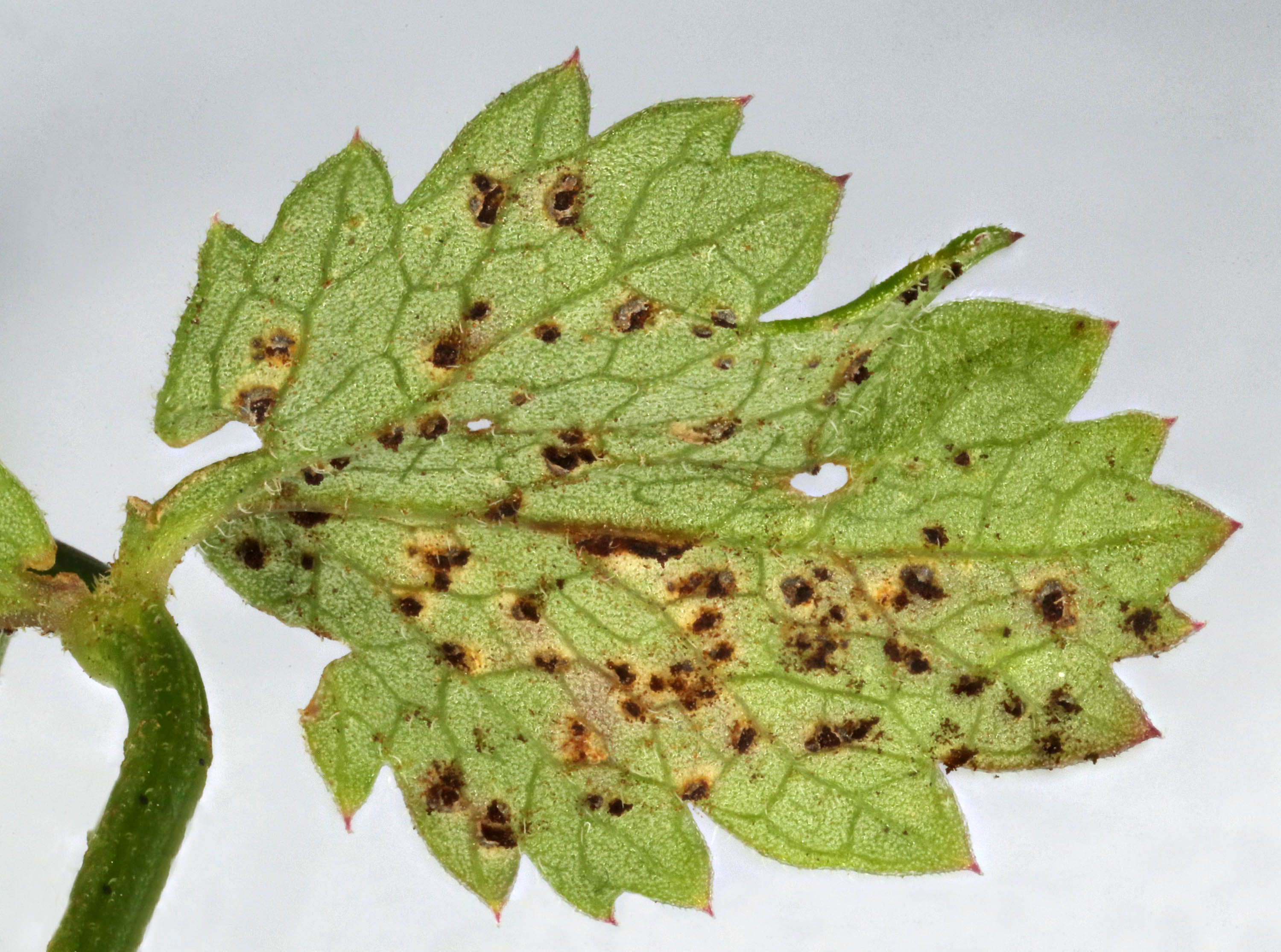
Rostpilz Puccinia pimpinellae auf der Kleinen Bibernelle

Bei der Kleinen Bibernelle handelt es sich um einen Hemikryptophyten.
Die Kleine Bibernelle ist die Futterpflanze der Raupen des Bibernell-Widderchens und  der Raupen der westasiatisch-mediterranen, in Deutschland äußerst seltenen Bibernell-Bergwieseneule (Sideridis lampra).
Die Kleine Bibernelle ist die Wirtspflanze der Rostpilz-Art Puccinia pimpinellae.

## Vorkommen
Die Kleine Bibernelle ist in  Europa, Zentralasien, Kleinasien und im Kaukasusraum heimisch. In Europa reicht das Verbreitungsgebiet von Südeuropa bis Nordeuropa, vereinzelt bis zum 70° nördlicher Breite. Sie kommt in Europa fast in allen Ländern vor und fehlt nur in Portugal und in Island. In den Allgäuer Alpen steigt sie bis zu einer Höhenlage von 2200 Metern auf. Im Kanton Wallis steigt sie bis in Höhenlagen von 2160 Meter auf, in Graubünden im Münstertal oberhalb von Lü bis 2400 Meter.
In Deutschland ist die Kleine Bibernelle vermutlich ein Archäophyt. Sie ist verbreitet, der Bestand ist durch Intensivierung der Bodennutzung aber sicher zurückgegangen. Dennoch ist sie nicht bedroht.
Die Kleine Bibernelle findet sich in einzelnen Pflanzenexemplaren an lichtreichen bis sonnigen, mäßig trockenen, nährstoffarmen, kalkhaltigen Stellen. Sie wächst gern auf Rohböden, in Trockenrasen und in Zwergstrauchheiden, gern in Gemeinschaft mit Flügelginster (Genista sagittalis). Die Kleine Bibernelle gilt als Magerzeiger. Sie ist in Mitteleuropa pflanzensoziologisch eine Charakterart der Klasse Festuco-Brometea, kommt aber auch in Gesellschaften der Verbände Violion oder Erico-Pinion vor.
Die ökologischen Zeigerwerte nach Landolt et al. 2010 sind in der Schweiz: Feuchtezahl F = 3 (mäßig feucht), Lichtzahl L = 4 (hell), Reaktionszahl R = 4 (neutral bis basisch), Temperaturzahl T = 4+ (warm-kollin), Nährstoffzahl N = 2 (nährstoffarm), Kontinentalitätszahl K = 4 (subkontinental).

## Systematik

### Taxonomie
Die Erstveröffentlichung von Pimpinella saxifraga erfolgte 1753 durch Carl von Linné in Species Plantarum, Tomus I, Seite 163.

### Botanische Geschichte
Sie gehört zu einer Gruppe verwandter Arten, die als Pimpinella saxifraga agg. zusammengefasst werden können. Dazu gehören außer Pimpinella saxifraga L. beispielsweise noch:
- Alpen-Bibernelle (Pimpinella alpina Host, Syn.: Pimpinella saxifraga subsp. alpina (Host) Nyman): Sie kommt in der Schweiz, in Österreich, in Bosnien-Herzegowina, in Nordmazedonien und in Rumänien vor.[5] Sie fehlt in Deutschland.[5] Die ökologischen Zeigerwerte nach Landolt et al. 2010 sind in der Schweiz für diese Art: Feuchtezahl F = 2+ (frisch), Lichtzahl L = 4 (hell), Reaktionszahl R = 3 (schwach sauer bis neutral), Temperaturzahl T = 2+ (unter-subalpin und ober-montan), Nährstoffzahl N = 2 (nährstoffarm), Kontinentalitätszahl K = 3 (subozeanisch bis subkontinental).[8] Sie ist jedoch eine eigene Art.
- Schwarze Bibernelle (Pimpinella nigra Mill., Syn.: Pimpinella saxifraga subsp. nigra (Mill.) Ces.): Sie kommt von Frankreich und Schweden bis ins europäische Russland vor.[5] Die ökologischen Zeigerwerte nach Landolt et al. 2010 sind in der Schweiz für diese Art: Feuchtezahl F = 1+ (trocken), Lichtzahl L = 4 (hell), Reaktionszahl R = 4 (neutral bis basisch), Temperaturzahl T = 3+ (unter-montan und ober-kollin), Nährstoffzahl N = 2 (nährstoffarm), Kontinentalitätszahl K = 5 (kontinental).[8] Sie ist jedoch eine eigene Art.

Je nach Autor gibt es auch weitere Unterarten (Auswahl):
- Pimpinella saxifraga subsp. rupestris Weide: Dieser Endemit kommt auf basaltischen Untergrund nur in Polen in der Kleinen Schneegrube (Mały Śnieżny Kocioł) des Riesengebirges vor.[2][9]

## Medizinischer Nutzen
Die Samen und Wurzeln („Wurzelstock“) der Kleinen Bibernelle (über mittelhochdeutsch bibenelle von althochdeutsch bibinell aus lateinisch pimpinella von piperinella und in Bezug auf den Geschmack bzw. Nachgeschmack möglicherweise als Pfefferkraut abgeleitet von piper, „Pfeffer“) werden gesammelt und als Droge Pimpinellae radix verwendet. Vor allem die Wurzel enthält 0,4 % ätherisches Öl und verschiedene Cumarinderivate, darunter vor allem Pimpinellin. Die Droge hat einen würzigen Geruch, einen würzigen Geschmack und einen scharfen, beißenden Nachgeschmack.
Im Gebiet von Hohenzollern in Baden-Württemberg wurde das Ausstechen der Wurzeln besonders eifrig betrieben. So konnte man dort im Jahr 1917 einen täglichen Verdienst von 20 Reichsmark erreichen.
Als medizinische Wirkungen werden genannt: Die Bibernellenwurzel wirkt schleimlösend und ein Sud kann bei Erkrankungen des Rachens gegurgelt werden. Getrunken wirkt der Sud als Magenmittel, aber auch harntreibend und menstruationsfördernd. In der Likörindustrie wird die Wurzel der früher auch als aromatica bezeichneten Pflanze auch zur Aromatisierung von Magenbittern eingesetzt.
Im Mittelalter wurde Pimpinella, vor allem die Kleine Bibernelle, als Heilpflanze eingesetzt, aber auch als Zauberpflanze, insbesondere gegen die Pest (etwa bei Hildegard von Bingen).
In alten medizinisch-pharmazeutischen Schriften unterschied man gelegentlich zwischen der Kleinen Bibernelle als Pimpinella germanica und der Pimpinella italica (zu deuten als Großer Wiesenknopf).